# Panaxia persona
Panaxia persona là một loài bướm đêm thuộc phân họ Arctiinae, họ Erebidae.